# Krumeluren, Västerås

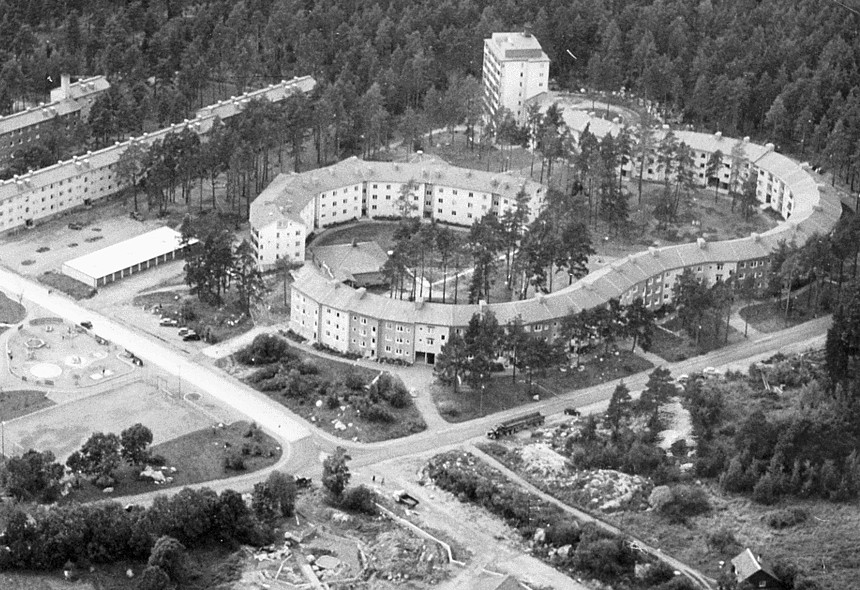
Krumeluren, Västerås, 1956.

Krumeluren är ett bostadskvarter vid Narvavägen i stadsdelen Hammarby i Västerås, Västmanlands län. Kvarteret bebyggdes av HSB mellan 1952 och 1956 och är ett av de bäst bevarade exemplen på efterkrigstidens folkhemsarkitektur i Västerås.

## Historik
Det ovanliga namnet härrör från den planform som bildas av de slingrande huslängorna och som påminner en orm eller ”krumelur”. Husen är ritade på HSB:s arkitektkontor av det finska arkitektparet Martta Martikainen-Ypyä och Ragnar Ypyä. På Krumeluren finns tre huskroppar som grupperar sig kring en tallbacke. Bebyggelsen består av en 300 meter lång, slingrande trevånings huskropp som avslutas mot söder av ett punkthus i sju våningar. Mitt över innergården ligger ännu ett trevåningshus i en 100 meter lång böj. I området tillämpades för första gången trafikseparering mellan gående och fordonstrafik i Västerås
Krumelurens huslänga med sina knappt 200 lägenheter är ett skolexempel på den folkhemsarkitektur som med sina sociala ambitioner månade om de boendes bästa. Planlösningen var genomtänkt där varje lägenhet och varje balkong fick sin del av solen och dagsljuset. Arkitekterna såg till att det fanns ett fönster vid diskbänken så att husmor (för det var huvudsakligen mor i köket) kunde stå och titta ut och få dagsljus in på arbetsbänken. Direkt från början fanns en Konsumbutik (idag nedlagd) och ett åttkantigt barndaghem kallat Oktagonen. Det senare är numera bostadsrättsföreningens egen lokal.
På 1990-talet renoverades Krumelurens hus som fick tillbaka sin ursprungliga exteriör. Bland annat avlägsnades en klumpig utförd tilläggsisolering. 1995 fick Bostadsrättsföreningen Krumeluren stadsarkitektkontorets byggnadspris för den varsamma upprustningen.